# Сіпа
Сіпа (Zipa) — титул правителя політично-територіального об'єднання південних племен чибча-муїсків Баката зі столицею у м. Муекета. Перекладається як «Розпорядник майна». Поєднувався з титулом усаке усакія (вождь вождів).

## Історія
Походження титулу достеменно не відомо. На думку дослідників, це спочатку була або державна (господарська), або жрецька посада, пов'язана із розподілом продуктів натурального виробництва. За іншою версією її обіймав підлеглий правителю «чиновник», який повинен був збирати податки на значній території. З переходом цього титулу до вождів із міста Чіа, вона набула більшої ваги та значення. Першим, хто використав її в титулярному звучанні, був Мейкучука.
Втім, лише завдяки Сагуаманчікі титул сіпа отримав благородне й особливе значення. Тепер його розуміли, як наданий богинею Чіа привілей розподіляти між людьми все, що існує на Землі. Звідси з'явилися вимоги на панування над усіма племенами муїсків.
Сіпа мав повну політичну, військову й релігійну владу на своїх землях: призначав та зміщав військовиків та жерців-єшчке. В релігійному плані він визнавав зверхність лише жерця храму в м. Ірака (Согамосо).
Сіпи мали палаци окрім столиці, в Теусакуільо, де ховалися під час розливу річки Богот, та біля водоспаду Тукендама. Полюбляли відпочивати на гарячих джерелах в містах Табіо й Тенагуаса.
Ще за життя сіпа призначав собі спадкоємця з числа небожів, зазвичай це був син його старшої сестри. Він отримував титул псіхіпкуа. Після обрання в спадкоємці, він повинен був 6 років жити усамітнено, під наглядом жерців, не вживати м'ясо, сіль, перець, не мати стосунків із жінками, виходити лише вночі на вулицю. Його навчали математики, астрології, релігії, правильного спілкування, зберігати стійкість та бути врівноваженим. Після 6 років навчання він отримував титул чіа та управління родинним вождійством Чіа. Тут він отримував досвід керування та військовий гарт. З часом ставав військовим заступником сіпи під час військових кампаній.
Церемонія сходження на трон відбувалася або в храмі Місяця у м. Чіа або біля водоспаду Тукендама. Є версія, що сіпи також проводили обряди інтронізації на озері Гуатавіта, проте цілком не підтверджена.

## Перелік сіп
- Мейкучука (бл. 1450—1470)
- Сагуаманчіка (1470—1490)
- Немекене (1490—1514)
- Тіскесусе (1514—1538)
- Сакесасіпа (1538—1539)